# Graz óvárosa
Graz óvárosa, vagy hivatalos megnevezéssel Graz városának történelmi központja Ausztria 1999 óta világörökségi védelmet élvező kulturális helyszíne, a stájer főváros, Graz (Grác) belvárosa. Az évszázadokon keresztül prosperáló,  háborúktól kevésbé sújtott város jól megőrződött történeti magja sok tekintetben kettős arculatú: a Habsburg-uralom alatt álló, ún. monarchikus közép-európai városok szép példája középkori hangulatot árasztó, megkapó zugokkal, egyszerre mediterrán hangulatú és poroszosan szabályos település.

## Története
Az emberi megtelepedés első nyomait Graz környékéről a újkőkorszakból ismerjük. A vidék a római korban lakatlan volt, csak néhány kereskedelmi és hadi út szelte át. A Római Birodalom összeomlását követően, a középkor korai évszázadaiban előbb az alpesi szlávok (a szlovének elődei), majd avarok telepedtek le itt. A mai óváros közepén emelkedő Schloßberg dombján még a szlávok építették fel Gradec várát, amelyet néhány ház és egy templom övezett. A vár szláv eredetű neve (jelentése ’kis vár’) szolgált a későbbi Grätz és a mai Graz névalakok előképéül. A 955. évi augsburgi csatáig a kalandozó magyarok vetették meg a vidéken a lábukat, amely később a német telepesek által még a 7. században alapított, a 10. századra már a Frank Birodalom tartományává vált Karintia (akkor még Karantanien) része lett.
Graz első írott említését 1128/1129-ból ismerjük. Ebben az időben indult virágzásnak a Traungau, majd a Babenberg család által birtokolt piacváros, köszönhetően a nagy számban betelepedő bajor kereskedőknek. A helyi nemesség mellett a városi polgárság java részét kézműves- és kereskedőréteg, valamint egy tekintélyes méretű, a 15. századig fennmaradó zsidó közösség alkotta. Az Ausztriát a Habsburg-örökösök között felosztó 1379-es neubergi egyezmény értelmében Graz III. Lipót osztrák herceg birtokába került, s fia, Ernő a várost Belső-Ausztria fővárosának tette meg, amely a későbbi évszázadokban is az uralkodók kedvelt tartózkodási helyének számított (noha 1457-ben Belső-Ausztria megszűnt, így Graz jelentősége némileg visszaesett). Különösen szívesen tartózkodott a stájerországi városban a 15. század második felében uralkodó III. Frigyes német-római császár, aki számos kiváltságban részesítette Grazot, több épületet emeltetett, és újraépíttette a Szent Egyed-templomot (a mai székesegyházat) is.
A 15. század végén Graz az Oszmán Birodalom fenyegető árnyékában találta magát, s a Magyarországon zajló végvári csatározások közelsége visszavetette a város fejlődését (1480-ban a törökök egészen Graz falaiig is eljutottak). A 16. század vallási összetűzések és a török hódítás állandósuló rémképe jegyében telt. Ez utóbbi miatt a század folyamán megerősítették és korszerűsítették a város védműrendszerét, többek között ekkor, 1559-ben nyerte el végső formáját a város egyik jelképe, az Óratorony is. I. Miksa uralkodásával, 1564-től Graz ismét az újjáalakult Belső-Ausztria fővárosa lett, dacára a török közelségének és a mind nagyobb viszályokat okozó reformációnak. A város lakóinak háromnegyede eddigre már áttért a protestáns hitre (később, 1594–1600 között a helyi protestáns iskolában tanított matézist és asztronómiát a század nagy alakja, Johannes Kepler is). 1572-ben az ellenreformációt támogató II. Károly osztrák főherceg hívására egy jezsuita misszió költözött a városba, s 1585-ben megalakult a jezsuita egyetem. A protestantizmus befolyása mind kisebb lett, 1600-ban pedig ki is tiltották a lutheránus hitet Graz falai közül. Bár a német-római császárok meghívására az elkövetkezendő évtizedekben számos itáliai építész érkezett a városba, 1618-ban II. Ferdinánd udvartartását a birodalom fővárosába, Bécsbe tette át, 1619-ben Belső-Ausztria végleg megszűnt, s Graz fejlődése megtorpant.
Noha a birodalom centralizációjának jegyében Graznak egyre kevesebb politikai szerep jutott, a török veszély 17. század végi elmúltával gazdasági és kulturális élete ismét fellendült. A város déli és délnyugati részei ekkor nőttek ki a földből, gyárak és bankok épültek, valamint a közeli mariatrosti kegyhely jóvoltából Graz egyfajta zarándoklati központtá nőtte ki magát. II. József 1782-es, szerzetesrendeket feloszlató szekularizációs rendelete után a Graz környéki tizenhat kolostorból kilencet ugyan bezártak, 1786-ban azonban a seckaui püspök, Joseph Adam Arco Grazba helyezte át egyházmegyéje székhelyét, s a Szent Egyed-templom is ekkortól székesegyház. A jezsuita rendet még korábban, 1773-ban feloszlatták, s egyetemük állami oktatási intézmény lett.